# 다라 코스로샤히
다라 코스로샤히(페르시아어: دارا خسروشاهی Dara Khosrowshahi, 1969년 5월 28일 ~ )는 이란 출신의 미국 기업가로, 2017년 현 우버사 CEO로 재직중이다. 우버 이전에는 익스피디아사의 회장이었다.
1969년 이란 테헤란에서 태어났다. 9세 때 가족과 함께 미국으로 이주하였고, 브라운 대학교에서 전기공학 학사 학위를 땄다. 대학 졸업 후 은행에서 일하다가 IAC를 거쳐 2005년 익스피디아의 CEO로 취임했다.
다라는 기술 및 비즈니스 산업의 선도적인 경영자 중 한 명으로서, 그의 경력 동안 많은 업적을 달성했다. 그는 특히 익스피디아와 우버를 관리하는 동안 수많은 상과 영예를 수상했는데, 이는 이 두 기업에서 그의 효과적인 리더십을 입증해준다.